# Rahta Pimplas
Rahta Pimplas es una ciudad y  municipio situada en el distrito de Ahmednagar en el estado de Maharashtra (India). Su población es de 22335 habitantes (2011). 

## Demografía
Según el censo de 2011 la población de Rahta Pimplas era de 22335 habitantes, de los cuales 11438 eran hombres y 10897 eran mujeres. Rahta Pimplas tiene una tasa media de alfabetización del 84,72%, superiora la media estatal del 82,34%: la alfabetización masculina es del 90,50%, y la alfabetización femenina del 78,76%.